# Тасашинський сільський округ
Тасаши́нський сільський округ (каз. Тасашы ауылдық округі, рос. Тасашинский сельский округ) — адміністративна одиниця у складі Кегенського району Алматинської області Казахстану. Адміністративний центр — село Жанатасаши.
Населення — 1094 особи (2021; 1677 у 2009, 1955 у 1999, 2330 у 1989).
Станом на 1989 рік існувала Тасашинська сільська рада (села Актасти, Жана-Тасаши, Сариколь, Тасаши).

## Склад
До складу округу входять такі населені пункти:
| Населений пункт  | Населення, осіб (1989) | Населення, осіб (1999) | Населення, осіб (2009) | Населення, осіб (2021) |
| ---------------- | ---------------------- | ---------------------- | ---------------------- | ---------------------- |
| Актасти, село    | 847                    | 671                    | 728                    | 448                    |
| Жанатасаши, село | 842                    | 260                    | 193                    | 456                    |
| Сариколь, село   | 302                    | 129                    | 85                     | 48                     |
| Тасаши, село     | 339                    | 895                    | 671                    | 142                    |